# Metropolitan State College of Denver

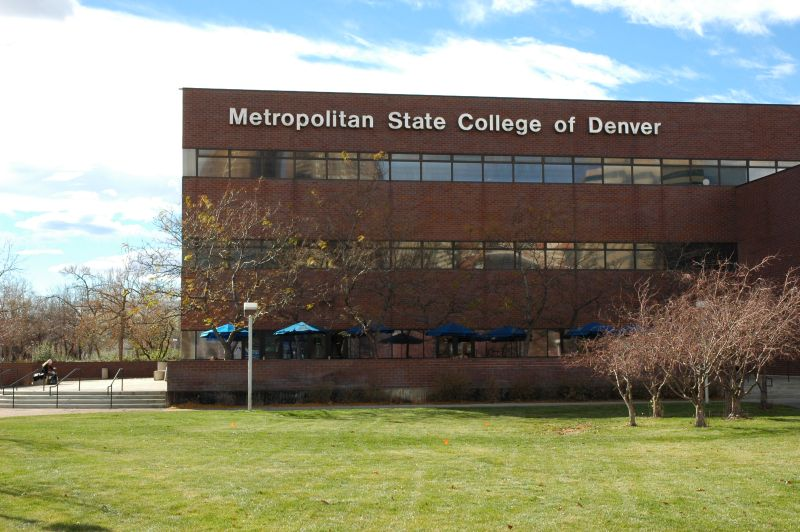
Budova Metropolitan State College of Denver

Metropolitan State College of Denver (známá též jako Metro State, či neformálně jako Metro či MSCD) je americká vysoká škola typu college nacházející se v Denveru ve státě Colorado ve Spojených státech. Má druhý nejvyšší počet zapsaných vysokoškolských studentů v Coloradu. Škola k roku 2010 nabízí padesát hlavních a osmdesát vedlejších široce zaměřených studijních oborů (např. učitelské obory, ekonomické, umělecké či vědecké). Samotná škola se nachází v kampusu Auraria společně s University of Colorado Denver a Community College of Denver. Byla založena v roce 1965 a studuje na ní přes 21 tisíc studentů.